# Aire urbaine de Saint-Sébastien
L'aire urbaine de Saint-Sébastien est une zone de la province du Guipuscoa (Espagne), qui s’étend également en France. Elle inclut, outre la ville de Saint-Sébastien, un certain nombre de municipalités à proximité, certaines d’entre elles limitrophes. Sa population totale est de 405 099 habitants, avec l’extension de 372,86 kilomètres carrés. C’est la 17e agglomération de l'Espagne pour ce qui est de la population.

## Municipalités dans l’aire urbaine
| Municipalité    | Comarque                           | Population | Superficie en km² | Densité en hab./km² | Distance depuis le centre-ville de Saint-Sébastien |
| --------------- | ---------------------------------- | ---------- | ----------------- | ------------------- | -------------------------------------------------- |
| Saint-Sébastien | Donostialdea                       | 183 308    | 60,89             | 3 006,9             | -                                                  |
| Irun            | Basse Bidassoa                     | 60 261     | 42,40             | 1 421,25            | 17 km                                              |
| Errenteria      | Donostialdea                       | 38 336     | 32,26             | 1 188,34            | 6,8 km                                             |
| Zarautz         | Urola Kosta                        | 22 627     | 14,80             | 1.528,85            | 15 km                                              |
| Hernani         | Donostialdea                       | 19 138     | 39,82             | 480,61              | 6 km                                               |
| Hendaye         | Arrondissement de Bayonne (France) | 17 796     | 8                 | 2 238               | 19 km                                              |
| Lasarte-Oria    | Donostialdea                       | 17 647     | 6,01              | 2 936,27            | 6,5 km                                             |
| Pasaia          | Donostialdea                       | 16 091     | 11,34             | 1 418,96            | 4,6 km                                             |
| Fontarrabie     | Basse Bidassoa                     | 16 073     | 28,63             | 561,4               | 19 km                                              |
| Andoain         | Donostialdea                       | 14 215     | 27,17             | 523,19              | 11,6 km                                            |
| Oiartzun        | Donostialdea                       | 9 806      | 59,71             | 164,23              | 10,6 km                                            |
| Urnieta         | Donostialdea                       | 5 998      | 22,4              | 267,77              | 8 km                                               |
| Lezo            | Donostialdea                       | 5 912      | 8,59              | 688,24              | 7 km                                               |
| Usurbil         | Donostialdea                       | 5 718      | 25,64             | 223,01              | 7,6 km                                             |
| Orio            | Urola Kosta                        | 5 026      | 9,81              | 512,33              | 11 km                                              |
| Astigarraga     | Donostialdea                       | 4 678      | 11,91             | 392,78              | 5,3 km                                             |
| Total           | -                                  | 436 500    | 409,6             | 1 065,67            | -                                                  |